# Petit Gland
Der Petit Gland ist ein Fluss in Frankreich, der in den Regionen Grand Est und Hauts-de-France verläuft. Er entspringt im nordwestlichen Gemeindegebiet von Auvillers-les-Forges, im Regionalen Naturpark Ardennen, entwässert generell Richtung Westnordwest und mündet nach rund 29 Kilometern im Gemeindegebiet von Saint-Michel als linker Nebenfluss in den Gland. Auf seinem Weg durchquert der Petit Gland die Départements Ardennes und Aisne.

## Bezeichnung des Flusses
Der Fluss ändert mehrfach seine Bezeichnung:
- Ruisseau de Bosneau im Oberlauf
- Rivière des Champs im Mittelteil und
- Petit Gland im Unterlauf.

## Orte am Fluss
(Reihenfolge in Fließrichtung)
- Bosneau, Gemeinde Neuville-lez-Beaulieu
- Le Mont Hédin, Gemeinde Tarzy
- Fligny
- Martin Rieux, Gemeinde Any-Martin-Rieux
- Any, Gemeinde Any-Martin-Rieux
- Blissy, Gemeinde Saint-Michel
- Montorieux, Gemeinde Saint-Michel
- Saint-Michel